# NEL

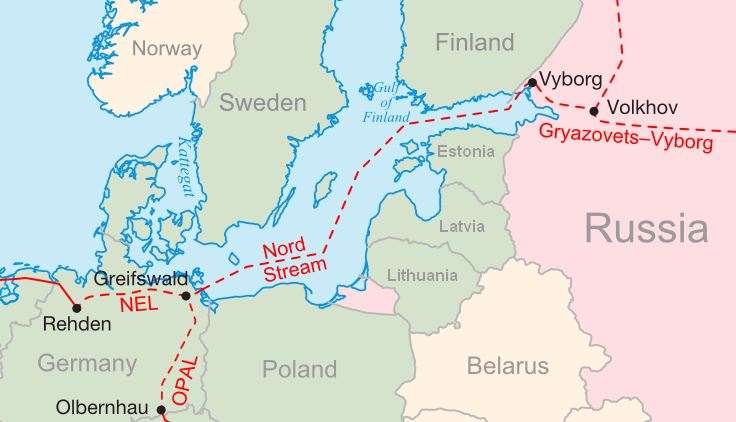
Газогін NEL на мапі Північної Європи

North European Natural Gas Pipeline (NEL) — один з двох трубопроводів (другий — OPAL), що транспортують територією Німеччини природний газ, доставлений через Балтійське море по «Північному потоку».
NEL бере початок у Лубміні біля Грайфсвальда (точки виходу «Північного потоку» на берег) та прямує у західному напрямку до Нижньої Саксонії, великого підземного сховища газу в Реден. На завершальному етапі він прямує в одному коридорі з газопроводом Реден — Гамбург ((RHG), що відгалужується від системи MIDAL. Довжина трубопроводу 441 км, діаметр 1400 мм, робочий тиск 10 МПа.
Спорудження об'єкту розпочалось у 2011-му та завершилось у листопаді наступного року. Певний час через затримки в оформленні дозвільної документації на ділянку в районі Гамбурга він не міг працювати на повну потужність, проте всі питання були зняті восени 2013. Всього проектна потужність NEL складає 20 млрд м³ на рік, тобто близько 40 % від показника «Північного потоку».
Від Реден газ може транспортуватись по системі MIDAL як у південному напрямку (в тому числі до кордону із Францією), так і до пункту переходу Бунде на кордоні з Нідерландами. Втім, станом на 2015 рік компанія Thyssengas планує збудувати для поставок російського газу новий трубопровід від Реден до ПСГ Гронау-Епе (так само на кордоні з Нідерландами, але південніше від Бунде).

## Інтернет-ресурси
- Офіційний сайт